# Михаил Шејин
Михаил Борисович Шејин (умро 28. априла 1634) је био руски војсковођа, државник и бољар.

## Биографија
Михаил је припадао руској племићкој породици Шејин. Рођен је касних 1570-их година у Москви у Руском царству. Син је Бориса Шејина. Учествовао је 1598. године у Серпуховском походу Бориса Годунова против Кримских Татара. Био је војвода Пронски и Мтсенски (1600–1604). Херој је битке код Добринича 1605. године против снага Лажног Димитрија. Гувернер је области Новгород-Северски 1605, Ливни 1606. године и активан је учесник устанка Болотникова (1606−1607). Био је противник Лажног Димитрија II, присталица Василија Шујског и први гувернер Смоленска (1607–1611). Командовао је одбраном Смоленска од пољско-литванске војске (1609–1611). Заробљен је од стране Пољака. У заробљеништву је провео период од 1611. до 1619. године када је завршен Руско-пољски рат. У Русију се вратио након примена одредби споразума у Деулину. Најближи је сарадник патријарха Филарета, оца руског цара Михаила, 1620.тих година. Командовао је руском војском у Смоленском рату (1632−1634). У Москви је окривљен за пораз у рату од стране бољарске Думе. Погубљен је априла 1634. године. Михаилов син био је Алексеј Шејин, учесник Руско-турског рата (1686−1700), Кримских битака и Азовског похода Петра Великог.